# 厨房設備施工技能士
厨房設備施工技能士（ちゅうぼうせつびせこうぎのうし）とは、国家資格である技能検定制度の一種で、都道府県知事（問題作成等は中央職業能力開発協会、試験の実施等は都道府県職業能力開発協会）が実施する、厨房設備施工に関する学科及び実技試験に合格した者をいう。
なお職業能力開発促進法により、厨房設備施工技能士資格を持っていないものが厨房設備施工技能士と称することは禁じられている。

## 級別
1級、2級の別がある。

## 実技作業試験内容（厨房設備施工作業）
- 1級
  - 作業試験：ガステーブル、作業台、シンクの据付け等について行う。試験時間＝1時間45分
  - ペーパーテスト：厨房設備の故障の診断、施工図、施工計画等について行う。試験時間＝1時間
- 2級：ガステーブル、作業台の据付け等について行う。試験時間＝1時間35分